# Arthur Kronfeld
Pour les articles homonymes, voir Kronfeld.
Arthur Kronfeld (9 janvier 1886 à Berlin – 16 octobre 1941 à Moscou) est un médecin, psychologue et psychothérapeute allemand avec une profonde formation philosophique dans le cercle du philosophe berlinois Leonard Nelson.

## Biographie
Tôt pendant sa spécialisation en psychiatrie, il a publié une critique scientifique sur la psychanalyse basée sur une collaboration avec entre autres Karl Jaspers, Otto Meyerhof et Otto Heinrich Warburg à Heidelberg,. Du 1919 à 1926 il travaille dans le fameux et ambitieux Institut de sexologie de Magnus Hirschfeld, avant de se qualifier pour l'enseignement supérieur à l'université de Berlin en 1927 et de s'engager dans le mouvement d'Alfred Adler jusqu'à 1930/31.
À partir de 1930, il rédige la revue Zentralblatt für Psychotherapie (avant Allgemeine Ärztliche Zeitschrift für Psychotherapie und psychische Hygiene) avec J.H.Schultz jusqu'au début de 1933, date à laquelle Matthias Göring en prend la direction avec Carl Gustav Jung qui remplace Ernst Kretschmer dans le comité directeur d'Allgemeine Ärztliche Gesellschaft für Psychotherapie (de). Kronfeld doit quitter Berlin en 1935 pour la Suisse alors qu'il était professeur d'Université; comme Juif, il avait été écarté de cette fonction dans cette année.
En 1936, il part pour l'Union soviétique, pays dont il est devenu citoyen, professant à l'Université de Moscou avant de se suicider avec sa femme en 1941.

## Publications
- 1906 : Sexualität und ästhetisches Empfinden in ihrem genetischen Zusammenhang. Eine Studie.
- 1912 : Über die psychologischen Theorien Freuds und verwandte Anschauungen. Systematik und kritische Erörterung.
- 1919 : Avec Wilhelm Benary, E. Stern & O. Selz: Untersuchungen über die psychische Eignung zum Flugdienst.
- 1920 : Das Wesen der psychiatrischen Erkenntnis
- 1924 : Hypnose und Suggestion.
- 1924 : Psychotherapie
- 1926 : Die Individualpsychologie als Wissenschaft. In: Handbuch der Individualpsychologie.
- 1927 : Die Psychologie in der Psychiatrie
- 1930 : Perspektiven der Seelenheilkunde.
- 1932 : Lehrbuch der Charakterkunde.
- 1932 avec Siddy Wronsky : Sozialtherapie und Psychotherapie in den Methoden der Fürsorge.
- 1941 : Degenerati u wlasti. [„Degenerierte an der Macht“]
- 2006 : Stanowlenie Sindromologii i Konzepzii Schizofrenii – Rabotj 1935–1940. Entstehung der Syndromologie und Konzeption der Schizophrenie – Werke 1935–1940.
- 2023 : Дегенераты у власти [„Degenerierte an der Macht“], под редакцией Лучано Мекаччи и Александра Эткинда, ЭКСМО, Москва, 2023  (ISBN 978-5-04-188773-5)